# بالناریو پینهال
بالناریو پینهال (به پرتغالی: Balneário Pinhal) یک منطقهٔ مسکونی در برزیل است که در ریو گرانده جنوبی واقع شده‌است. بالناریو پینهال ۱۴٬۳۶۳ نفر جمعیت دارد.